# Oum Laadham
Oum Laadham est une commune de la wilaya de Djelfa en Algérie.